# رها کردن نوزاد

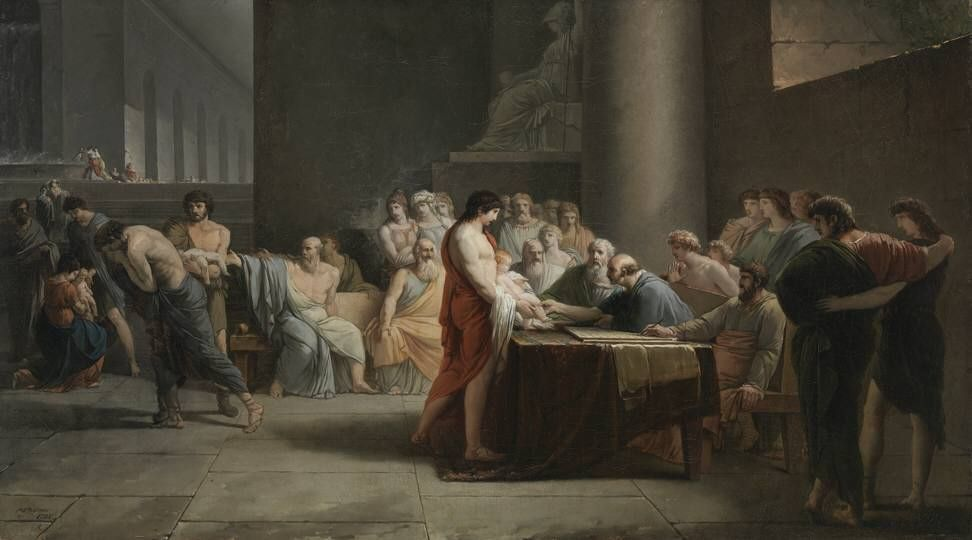
گزیدن کودکان در اسپارتا، ژان پیر سنت اورس، نسخه کوچک ۱۷۸۵، نوی پیناکوتک، مونیخ.

رها کردن نوزاد (انگلیسی: Infant exposure) در زمان‌های قدیم، روشی برای کودک‌کشی یا حداقل ترک کردن کودک این بود که نوزادان را در یک مکان وحشی رها می‌کردند. این نوزادان یا به دلیل هیپوترمی، گرسنگی، تشنگی یا حمله حیوانات جان خود را از دست می‌دادند. یا شاید توسط کسانی که قادر به داشتن فرزند از خود نبودند برداشته و بزرگ می‌شدند.

## اسپارتا
به گفته پلوتارک، در زندگی لیکورگوس:
 اولاد به خواست پدر بزرگ نم شد، بلکه او را به محلی به نام لشه می‌برد و بزرگان قبایل رسماً نوزاد را معاینه می‌کردند و اگر خوش ساخت و محکم بود دستور تأیید می‌دادند. پدر او را پرورش می‌داد و یکی از ۹ هزار قطعه زمین را به او اختصاص داد. اما اگر معیوب و بد شکل بود، آن را به به اصطلاح Apothetae می‌فرستادند، مکانی شکاف مانند در دامنه کوه Taÿgetus، با این اعتقاد که زندگی و حیات چیزی که طبیعت در همان ابتدا به خوبی از نظر سلامتی و قدرت، تجهیز نکرده‌است، هیچ سودی برای خود و دولت ندارد.
با این حال، این داستان پشتیبانی ادبی کمی دارد. حفاری‌های مدرن در این نقطه فقط استخوان‌های انسان بالغ را پیدا کرده‌است - ممکن است از آن به عنوان مکانی برای اعدام مجرمان استفاده شده باشد.

## در روم باستان
رها کردن نوزاد، همیشه منجر به مرگ کودک نمی‌شد و در بسیاری از مناطق امپراتوری روم گسترده بود. این عمل حتی بر روی تعداد زیادی از کودکانی که توانایی جسمی و مشروعیت آنها مورد تردید نبود، نیز اعمال می‌شد. رها کردن نوزاد متداول‌ترین و نه تنها روشی بود که در آن نوزادان کشته می‌شدند، و در بسیاری، شاید بیشتر مناطق، پدیده ای آشنا بود. در حالی که برخی مخالفت‌ها با قرار گرفتن در معرض کودک وجود داشت، به‌طور گسترده‌ای به عنوان اجتناب ناپذیر پذیرفته شد. برخی، به ویژه رواقیون، مانند یهودیت آن دوران مخالف بودند و اصرار داشتند که همه نوزادان، یا حداقل همه نوزادان مشروع، باید زنده نگه داشته شوند. به نظر می‌رسد مخالفت با رها کردن نوزاد به آرامی جایگاه خود را به دست آورد. سپس، پس از اینکه کنستانتین بزرگ در سال ۳۱۳ پس از میلاد، فروش نوزادان را مجاز کرد، نیاز به رها کردن نوزاد تا حدودی کاهش یافت و سرانجام - احتمالاً در سال ۳۷۴ - مشمول ممنوعیت قانونی شد. اما البته کاملاً منسوخ نشد.
قرار گرفتن در معرض کودکان یک واقعیت اجتماعی باقی ماند و تا سال ۳۷۴ در زمان امپراتور والنتینیان یکم (پس از بیش از نیم قرن امپراتوری مسیحی) جرم‌انگاری نشد. حتی زمانی که آن را جرم‌انگاری کرد، این عمل احتمالاً ادامه داشت و به سادگی با جایگزینی برای دادن کودکان به صومعه‌ها جایگزین نشد. در سال ۵۲۹، امپراتور ژوستینیان برای اولین بار اعلام کرد که همه این کودکان را نمی‌توان برده کرد، بلکه آزاد هستند.

## اسطوره‌ای
این شکل از رها کردن کودک یک موضوع تکراری در اساطیر است، به ویژه در میان تولدهای قهرمان.
برخی از نمونه‌ها عبارتند از:
- سارگون بزرگ، پادشاه اکد (شهر) – در معرض رودخانه.
- کوروش بزرگ در کوهستان.
- لندهور – در معرض رودخانه.
- Tang Sanzang – در معرض رودخانه بر روی تخته چوبی. شوان‌زانگ مبتنی بر آن است که او هرگز به چنین سرنوشتی دچار نشد.
- موسی – در معرض رودخانه نیل روی سبد.
- اودیپ – در کوه.
- پاریس (اسطوره‌شناسی) – در بالای کوه آیدا آشکار شده‌است.
- زال – در البرز.
- تلفوس – در کوه پارتنیون در معرض دید قرار گرفت.
- آتالانته – در کوه پارتنیون در معرض دید قرار گرفت.
- پرسئوس – با مادرش دانائه در جعبه کرد و به دریا انداخت.
- گیلگمش – از آکروپلیس پرتاب می‌شود.
- رموس و رومولوس – در تشت در معرض تیبر قرار گرفته‌است.
- سیگورد - در یک ظرف شیشه ای در معرض رودخانه.
- کن آروک، پادشاه جاوه - در معرض رودخانه.
- موموتارو (桃太郎، "پسر هلو") - در داخل یک هلوی غول پیکر، شناور در رودخانه.
- مس بوآچالا - در معرض جانوران وحشی.

پس از رها کردن نوزاد، نوزادان معمولاً می‌مردند یا به بردگی گرفته می‌شدند.